# Cona (condado)

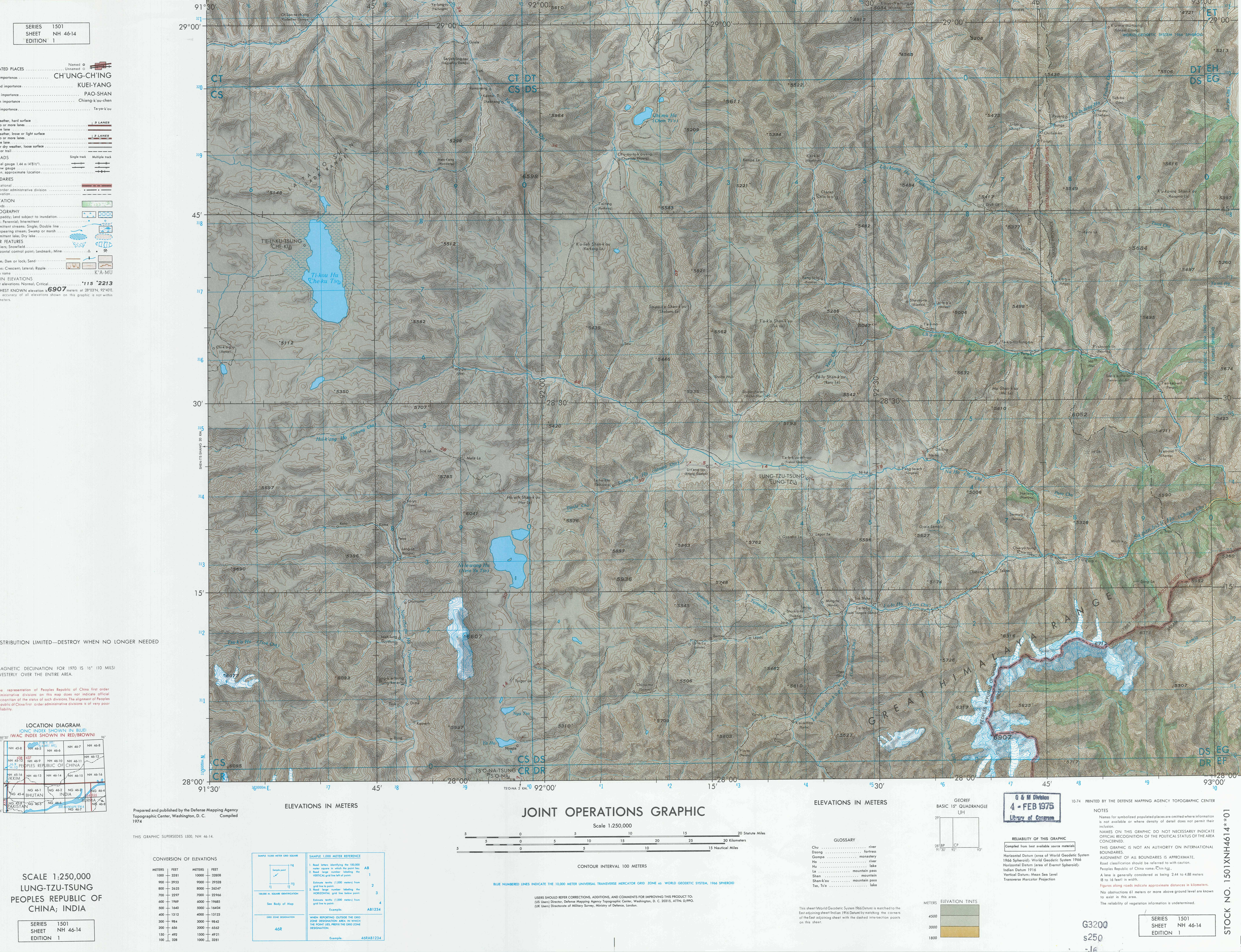
Mapa incluindo parte de Cona (rotulado como TS'O-NA-TSUNG (TS'O-NA)) (DMA, 1974)

Cona (em tibetano: མཚོ་སྣ་རྫོང་; Wylie: mtsho sna rdzong; pinyin tibetano: Cona Zong; chinês tradicional: 錯那縣, chinês simplificado: 错那县, pinyin: Cuònà Xiàn) é um condado da prefeitura de Shannan no sul da Região Autônoma do Tibete, na República Popular da China. Este condado fica imediatamente ao norte da disputa de fronteira sino-indiana demarcada pela Linha de Controle Real (LAC).
O condado é coberto pelo vale do rio Tsona Chu, que é um afluente do Tawang Chu.
Tsona Dzong (uma fortaleza histórica), a principal cidade e sede do Condado de Cona, fica às margens do Tsona Chu. Fica a quilômetros ao norte da LAC (Bum La Pass). Anteriormente, Tsona Dzong estava conectado ao Tawang administrado por índios em Arunachal Pradexe por uma rota de oitenta quilômetros através das passagens de Bum La e Milakatong La.